# パオロ・デッラフィオーレ
パオロ・エルナン・デッラフィオーレ（Paolo Hernán Dellafiore, 1985年2月2日- ）は、アルゼンチン・ブエノスアイレス出身のイタリア人サッカー選手。ASDソナ・カルチョ所属。ポジションはディフェンダー。最終ラインをほぼすべてこなす。

## 経歴
インテルナツィオナーレ・ミラノのユース出身。2001年にはU-15イタリア代表に選出され、U-21、U-23でも代表に選出されている。
2004年12月、UEFAチャンピオンズリーグのRSCアンデルレヒト戦でデビュー。レンタル生活を経て2006年、USチッタ・ディ・パレルモへ移籍。パレルモでは出場機会を得られず、トリノFCへ二度レンタル移籍する。2009-10シーズンからパルマFCへレンタル。
2014-15シーズンから3シーズンの間プレーしたUSラティーナ・カルチョではリーグ戦100試合以上に出場した。
2016-17シーズン終了後にクラブが破産したことに伴い退団。半年間フリーとなったが、2018年1月16日にペルージャ・カルチョと1年延長オプション付きでシーズン終了までの契約を締結した。

## タイトル

### クラブ
インテル
- コッパ・イタリア : 2004-05

マントヴァ
- セリエD : 2019-20

### 代表
イタリア U-23
- トゥーロン国際大会 : 2008